# Trabejita
Trabejita是智利勞工和社會福利部的官方吉祥物，其形象為一隻擬人化的雌性蜜蜂，戴有工帽，其名稱源自西班牙語“trabajo”（工作）。發佈於2022年6月。目前吉祥物擁有官方Twitter和Instagram帳號，並藉由一些輕鬆詼諧的小圖片來宣導勞工權益。

## 設定
據官方說明，Trabejita是一隻熱愛風險預防、團隊合作、協作並捍衛工作場所體面條件的蜜蜂，因此她將致力於勞動法和衛生與安全法規的教育。Trabejita也是智利政府機構所採用的第一個女性吉祥物。

## 外部連結
- Trabejita官方Twitter （页面存档备份，存于）
- Trabejita官方Instagram